# جيف لونغ
جيف لونغ (بالإنجليزية: Jeff Long)‏ هو لاعب كرة قاعدة أمريكي، ولد في 1960 في كاترنغ في الولايات المتحدة.